# Aschheim
Aschheim település Németországban, azon belül Bajorországban. Lakosainak száma 9567 fő (2023. december 31.). Aschheim Ismaning, Unterföhring, Feldkirchen, Kirchheim bei München és München községekkel határos.

## Népesség
A település népességének változása:
| Lakosok száma | 444  | 1117 | 2899 | 4155 | 7914 | 8512 | 8870 | 9019 | 9249 | 9567 |
|               | 1875 | 1950 | 1975 | 1987 | 2012 | 2014 | 2016 | 2017 | 2021 | 2023 |